# Mørke (den 9. plage)
 For alternative betydninger, se Mørke. (Se også artikler, som begynder med Mørke)
Mørke er den 9. plage af Egyptens 10 plager, som er beskrevet i Det Gamle Testamente, i Anden Mosebog, Kapitel 10

## Bibelens forklaring på den 9. plage
Gud fortæller Moses, at han skal række sin hånd op mod himlen. Moses rækker derefter sin hånd op mod himlen, og et mørke spreder sig over Egypten. Det varer i 3 dage, og ingen er i stand til at se noget. Men der hvor israelitterne befinder sig, er der lys. Da de 3 dage er gået, sender Egyptens farao bud efter Moses. Farao siger til Moses, at han skal tilbede Gud, hvorefter israelitterne vil blive løsladt, men deres får og køer skal blive tilbage. Moses siger dernæst til Farao, at han og hans folk er nødt til at bruge slagtedyr og brændofferdyr, fordi de skal lave ofringer til Gud, og fordi de ikke ved, hvordan de ellers skal tilbede Gud. Farao nægter derefter at gå med til betingelserne og vil alligevel ikke løslade israelitterne fra slaveri. Han truer Moses ved at sige til ham, at hvis Moses nogensinde viser sig for Farao igen, vil han blive straffet med døden. Herefter siger Moses, at han ikke vil vise sig for Farao igen. 

## Naturvidenskabelig forklaring på den 9. plage
Det har efterhånden vist sig at mange af de 10 plager, der ramte Egypten for omkring 3500 år siden, muligvis har haft en naturvidenskabelig forklaring. Forskere har konkluderet, at der for c.1665 år f.v.t. fandt et stort vulkanudbrud sted på den græske ø Santorini, der ligger 400 km fra Egypten. Da vulkanen Thera gik i udbrud, var der en stor eksplosion. Vulkansk aske og pimpsten blev spyet ud i atmosfæren. Fra middelhavet, hvor Santorini ligger, er der en nordvestenvind, som sandsynligvis har bragt asken fra vulkanudbruddet ned til Egypten, hvorefter asken har blokeret for sollyset og skabt det mørke, som israelitterne mener, var Guds 9. plage. Forskere har efterfølgende fundet pimpsten fra udgravninger i egyptiske ruiner. Da der ikke findes vulkaner i Egypten, har forskere efter geologiske undersøgelser konkluderet, at pimpstenene kan stamme fra det vulkanudbrud, der fandt sted på Santorini for omkring 3500 år siden. 